# Гуто-Марьятин
Гу́то-Марья́тин (укр. Гуто-Мар'ятин) — село на Украине, находится в Народичском районе Житомирской области.
Код КОАТУУ — 1823782401. Население по переписи 2001 года составляет 147 человек. Почтовый индекс — 11453. Телефонный код — 4140. Занимает площадь 0,7 км².

## Адрес местного совета
11453, Житомирская область, Народичский р-н, с. Гуто-Марьятин